# 江田島中国人研修生8人殺傷事件
江田島中国人研修生8人殺傷事件（えたじまちゅうごくじんけんしゅうせい8にんさっしょうじけん）とは、2013年（平成25年）3月14日に広島県江田島市のカキ養殖加工会社で、中国人の技能実習生により同工場の日本人経営者を含めた社員8人が殺傷された事件。

## 概要
2013年（平成25年）3月14日、遼寧省大連市出身（後述）の中国人研修生（以下、研修生）が工場の従業員を襲撃、工場の男性経営者社長（以下、経営者）と女性従業員の2名が死亡、工場の従業員合わせて6名が重軽傷（6名のうち1名は2013年3月14日報道によると重体）を負った。研修生は現場にて現行犯逮捕された。経営者は胸などに多発刺傷、多発外傷があり、スコップで頭を何回も殴られ殺害、女性従業員はスコップで頭を殴られて殺害された。
研修生は犯行直後に通りかかった軽トラックをスコップで襲撃しフロントガラスを損壊していた。
日中友好経済協同組合（江田島市大柿町）に紹介されて来日した研修生は日本語が理解できず、周囲から孤立しており、殺害された経営者と日頃から言い争いが絶えなかった。広島県警への取材によると、研修生は経営者からの叱責や、低賃金に恨みを募らせていたと供述。研修生は体調不良と称して怠業し、無断外出しようとしたところを経営者に叱責され逆上し、その直後に犯行に及んだ。犯行時は激高してではなく、無言で被害者を襲撃した。
研修生は犯行後、カキ用の工具やスコップで自らを傷害しはじめた。
経営者と研修生は争いが絶えなかった一方で、逆に研修生の面倒を見ていたとの証言もある。
事件の背景には過疎化、高齢化が進む同島内で、カキ工場等における労働力の調達を外国人研修生に依存していたことがあると見られている。日本テレビと広島テレビが共同制作したドキュメンタリー『名ばかり実習生 外国人実習制度の光と影』で遼寧省大連市を調査したところ、研修生を見たことがあるという人や住民としての公文書の存在が確認できなかった。番組内では「技能実習制度は祖国で就いている職業の技能を向上させる目的で先進国日本の技能を学ぶ制度である為、海に近く漁の盛んな遼寧省大連市出身と偽装したのではないか」と推察している。
農林水産業への中国人研修生を巡っては、2006年に千葉で、2009年に熊本でそれぞれ受け入れ先などが中国人研修生に殺害される事件が生じていた。

## 犯人
働く者の相談室くれ代表の米今達也は2015年に始まった裁判の傍聴のため来日した研修生の母と姉に会って研修生の生い立ちと来日の経緯を調査した。研修生は丘陵地帯に市域が広がる遼寧省阜新市の農家出身で実家の農業を手伝っていた、北京市で2か月、内蒙古で2か月、トラックの運転手をしていた経歴がありその後は再び農業に従事。その後、とある女性が技能実習制度の話を持ってきた。6,000元（当時1人民元＝13円、6,000元＝78,000円）を払い、不足分の15,000元（101,400円）を年利18%の利子(1年の利息2,700元＝35,100円）で借り入れる。日中関係史情勢も悪かったが止めようにも既に払ってしまった金は返らず借金も残った事から技能実習生になる事を決意、家を担保に入れ、姉と姉の夫も連帯保証人となった。更に、中国の送り出し機関が20,000元（260,000円）を要求、母は身内から借金して分割で支払う。技能実習制度を利用出来るようになるために総額41,000元（533,000円）支払った計算となる。事件後、送り出し機関の社長と思われる人物より母に「マスコミの取材は断るように。本人が農民であることを言わないように。言うと、罪が重くなる。」と忠告の電話が入った。
研修生は謝罪の言葉を口にすることは無かった。

## 裁判
2015年3月13日、広島地方裁判所（裁判員裁判）は被告人に無期懲役判決を言い渡した。動機については、「さみしさや言葉の壁から精神的に追い詰められていた」として計画性を否定し、外国人実習制度については目的通り運用されていない部分があると指摘しつつも被告人が稼ぐ目的で来日し、帰国の時期が近づいていたことから、制度の不備と事件との関係については否定した。検察と被告人は控訴しなかったため、無期懲役判決が確定した。

## 事件の影響
江田島市では事件後に「外国人市民支援会議」を設置。2013年9月に実習生を招いたフットサル大会を、2014年3月9日には住民と実習生の交流イベントを開催した。

## 書籍
- 米今達也:著『ルポ江田島カキ打ち実習生殺人事件　～外国人技能実習制度の闇～』（梅田出版、2016年2月）ISBN 978-4-905399-32-2[20]